# No Ballads
『No Ballads』（ノー・バラッズ）はスターダストレビュー3枚目のライブ・アルバム。2001年7月25日に発売された。

## 解説
赤坂BLITZで開催されたスペシャルライブセッションを収録。
BIG HORNS BEE（ゲストで山本公樹も参加）をゲストに迎え、アップテンポの楽曲のみで構成されている。

## 収録曲

### CD1
1. BEATに愛をこめて
2. KEEP ON ROLLIN'
3. WHAT A WONDERFUL NIGHT
4. 月光列車（ムーンライト･ロコモーション）
5. Syncopation Love
6. と･つ･ぜ･ん Fall in Love
7. Sweet Harmony
8. BABY,とりあえずもっと
9. Intermezzo#511(Organ Solo)
10. HELP ME
11. Goodtimes & Badtimes
12. Whisky A Go-Go
13. Get Up My Soul

### CD2
※ライブのトークだけを収録したディスク
1. 今夜だけずっと
2. ナチュラル~歌わせてこの鐘で~
3. マシュ毛マダ
4. 記憶の中の天国
5. 何いってんだろう
6. Baby、とりあえずはやく
7. どうした
8. 8月4日
9. 兄伝説
10. 大切なあなたたち
11. 見えないよ

## 参加ミュージシャン
- STARDUST REVUE
  - 根本要：Vocal, Guitar
  - 柿沼清史：Bass, Background Vocals
  - 寺田正美：Drums, Background Vocals
  - 林“VOH”紀勝：Percussion, Background Vocals
  - 光田健一：Keyborads, Background Vocals
- BIG HORNS BEE
  - フラッシュ金子：Tenor Sax, Piccolo
  - オリタ・ノボッタ：Baritone Sax, Flute
  - 河合わかば：Trombone
  - ヒマラヤン下神：Trumpet, Flugelhorn
  - フッシー小林：Trumpet, Flugelhorn
- Special Guest
  - 山本公樹：Alto Sax, Flute